# Martyna Kubka
Martyna Kubka (* 19. April 2001 in Zielona Góra) ist eine polnische Tennisspielerin.

## Karriere
Kubka begann mit fünf Jahren das Tennisspielen und bevorzugt Hartplätze. Sie spielt bislang vor allem Turniere der ITF Women’s World Tennis Tour, wo sie bisher drei Einzeltitel und 24 Turniere im Doppel gewann. Weiters gewann Kubka bislang einen Doppeltitel auf der WTA-Challenger-Tour.
2019 trat sie bei drei der vier Grand Slams in den Juniorinnenwettbewerben an, erreichte aber lediglich in Wimbledon im Juniorinneneinzel mit einem Sieg über Emma Raducanu und mit ihrer Partnerin Weronika Baszak im Juniorinnendoppel die zweite Runde.
Im Jahr 2023 spielte Kubka erstmals für die polnische Billie-Jean-King-Cup-Mannschaft; ihre Billie-Jean-King-Cup-Bilanz weist bislang einen Sieg bei keiner Niederlagen aus.

## Turniersiege

### Einzel
| Nr. | Datum           | Turnier           | Kategorie | Belag             | Finalgegnerin              | Ergebnis  |
| --- | --------------- | ----------------- | --------- | ----------------- | -------------------------- | --------- |
| 1.  | 1. Oktober 2023 | Scharm El-Scheich | ITF W15   | Hartplatz         | Katarína Kužmová           | 6:3, 6:0  |
| 2.  | 2. März 2025    | Leimen            | ITF W15   | Hartplatz (Halle) | Anastasia Kulikova         | 6:4, 7:65 |
| 3.  | 1. Juni 2025    | Kayseri           | ITF W15   | Hartplatz         | Valentina Mediorreal Arias | 7:5, 6:2  |

### Doppel
| Nr. | Datum              | Turnier                  | Kategorie      | Belag             | Partnerin               | Finalgegnerinnen                            | Ergebnis          |
| --- | ------------------ | ------------------------ | -------------- | ----------------- | ----------------------- | ------------------------------------------- | ----------------- |
| 1.  | 28. September 2019 | Antalya                  | ITF W15        | Hartplatz         | Weronika Falkowska      | Rina Saigō Yukina Saigō                     | 5:7, 6:4, [10:8]  |
| 2.  | 26. Oktober 2019   | Scharm asch-Schaich      | ITF W15        | Hartplatz         | Weronika Falkowska      | Elena-Teodora Cadar Jelena Stojanovic       | 7:5, 6:1          |
| 3.  | 17. Oktober 2020   | Scharm asch-Schaich      | ITF W15        | Hartplatz         | Wiktorija Dema          | Emily Arbuthnott Freya Christie             | 6:4, 6:3          |
| 4.  | 29. Mai 2021       | Schymkent                | ITF W15        | Sand              | Schibek Qulambajewa     | Jekaterina Reingold Jekaterina Schalimowa   | 7:63, 5:7, [10:8] |
| 5.  | 5. Juni 2021       | Schymkent                | ITF W15        | Sand              | Schibek Qulambajewa     | Jekaterina Reingold Jekaterina Schalimowa   | 6:4, 6:4          |
| 6.  | 3. Juli 2021       | Breslau                  | ITF W25        | Sand              | Ania Hertel             | Nuria Brancaccio İpek Öz                    | 6:72, 6:3, [10:7] |
| 7.  | 4. September 2021  | Wien                     | ITF W25        | Sand              | Carolina Meligeni Alves | Erika Andrejewa Jekaterina Kasionowa        | 6:71, 6:4, [10:7] |
| 8.  | 24. Oktober 2021   | Qaraghandy               | ITF W25        | Hartplatz (Halle) | Schibek Qulambajewa     | Tamara Čurović Elena Malõgina               | 7:5, 6:4          |
| 9.  | 25. Juni 2022      | Ystad                    | ITF W25        | Sand              | Caijsa Wilda Hennemann  | Ashley Lahey Lisa Zaar                      | 4:6, 7:5, [10:7]  |
| 10. | 20. Mai 2023       | Kuršumlijska Banja       | ITF W25        | Sand              | Schibek Qulambajewa     | Alexandra Azarko Wiktorija Borodulina       | 6:3, 6:3          |
| 11. | 2. September 2023  | Prag                     | ITF W60        | Sand              | Schibek Qulambajewa     | Angelica Moratelli Camilla Rosatello        | 7:63, 6:4         |
| 12. | 6. Oktober 2023    | Reims                    | ITF W25        | Hartplatz (Halle) | Lisa Zaar               | Julija Awdejewa Anna Chekanskaya            | 6:3, 6:2          |
| 13. | 20. Oktober 2023   | Cherbourg-en-Cotentin    | ITF W25        | Hartplatz (Halle) | Schibek Qulambajewa     | Yasmine Mansouri Belgien                    | 6:0, 6:3          |
| 14. | 1. Dezember 2023   | Wolkenstein              | ITF W25        | Hartplatz (Halle) | Jasmijn Gimbrère        | Bojana Marinković Marie Weckerle            | 6:1, 6:4          |
| 15. | 9. März 2024       | Solarino                 | ITF W35        | Teppich           | Tsao Chia-yi            | Katarina Kozarov Weronika Miroschnitschenko | 6:4, 6:2          |
| 16. | 16. März 2024      | Solarino                 | ITF W35        | Teppich           | Weronika Falkowska      | Feng Shuo Stéphanie Visscher                | 5:7, 6:1, [11:9]  |
| 17. | 6. April 2024      | Santa Margherita di Pula | ITF W35        | Sand              | Sapfo Sakellaridi       | Anastasia Abbagnato Eva Vedder              | 6:3, 3:6, [10:6]  |
| 18. | 27. April 2024     | Santa Margherita di Pula | ITF W35        | Sand              | Eva Vedder              | Eleni Christofi Sapfo Sakellaridi           | 7:5, 6:3          |
| 19. | 28. Juni 2024      | Palma del Río            | ITF W50        | Hartplatz         | Lara Salden             | Rutuja Bhosale Sophie Chang                 | 6:2, 6:1          |
| 20. | 13. Juli 2024      | Corroios-Seixal          | ITF W50        | Hartplatz         | Anna Rogers             | Matilde Jorge Elena Micic                   | 6:1, 6:4          |
| 21. | 26. Juli 2024      | Warschau                 | WTA Challenger | Hartplatz         | Weronika Falkowska      | Céline Naef Nina Stojanović                 | 6:4, 7:65         |
| 22. | 16. August 2024    | Ourense                  | ITF W50        | Hartplatz         | Lara Salden             | Matilde Jorge Anna Rogers                   | 3:6, 6:3, [10:8]  |
| 23. | 30. November 2024  | Wolkenstein              | ITF W50        | Hartplatz (Halle) | Lisa Zaar               | Carolina Kuhl Mia Ristić                    | 6:3, 6:0          |
| 24. | 14. Dezember 2024  | Scharm asch-Schaich      | ITF W35        | Hartplatz         | Katarína Kužmová        | Warwara Panschina Darja Selinskaja          | 6:2, 7:62         |
| 25. | 5. April 2025      | Nantes                   | ITF W50        | Hartplatz (Halle) | Lisa Zaar               | Sofia Costoulas Talia Gibson                | 6:3, 6:2          |